# 乌拉圭回合协议法案
《乌拉圭回合协议法》（英語：Uruguay Round Agreements Act, URAA，美國聯邦公法第103–465號，108 Stat. 4809，1994年12月8日頒佈）是一份美國國會法案，將1994年的馬拉喀什協議納入美國法律中實施。馬拉喀什協議是關稅暨貿易總協定（後來的世界貿易組織）中烏拉圭回合談判的一部份。本法案其中一個影響是可針對此前於美國處於公共領域的作品，賦予美國著作權的保護。

## 立法歷程
1994年9月27日，美國總統比爾·柯林頓將此法案提交美國國會，在美國眾議院的編號為H.R. 5110，在美國參議院的編號為S. 2467。該法案在送入國會時採用的是快速審議程序，兩院皆不能針對該法案進行修改。1994年11月29日，眾議院通過該法案；同年12月1日，參議院也通過該法案。柯林頓總統隨即於1994年12月8日簽署該法案並成為美國聯邦公法第103–465號。1995年1月1日，該法案生效。1997年，美國國會通過《著作權技術修正法案》（Copyright Technical Amendments Act，眾議院案號H.R. 672，隨後成為美國聯邦公法第105-80號），針對該法案進行一些技術上的修正。